# Dolina Zuberska

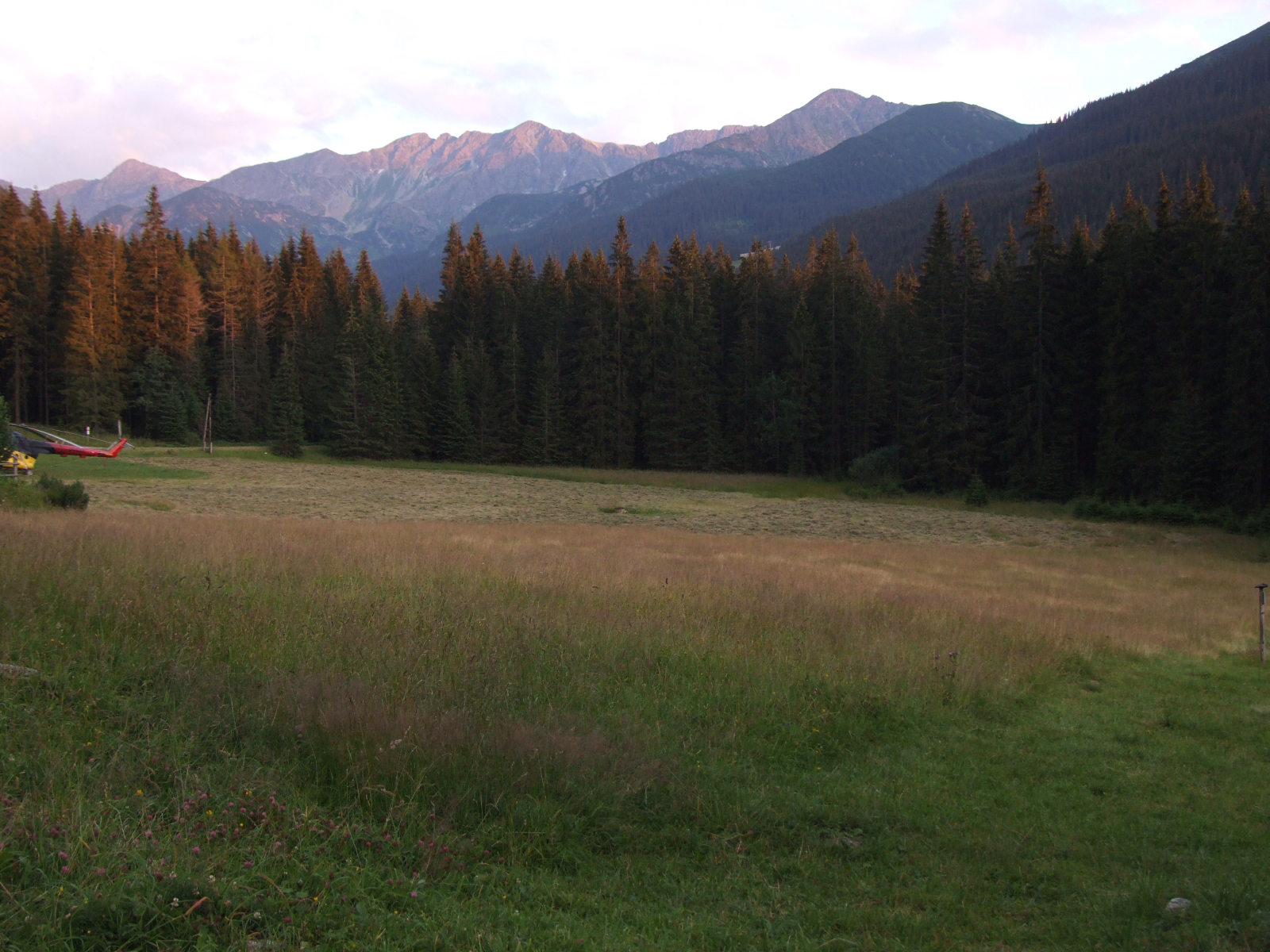
Dolina Zuberska w rejonie Zwierówki

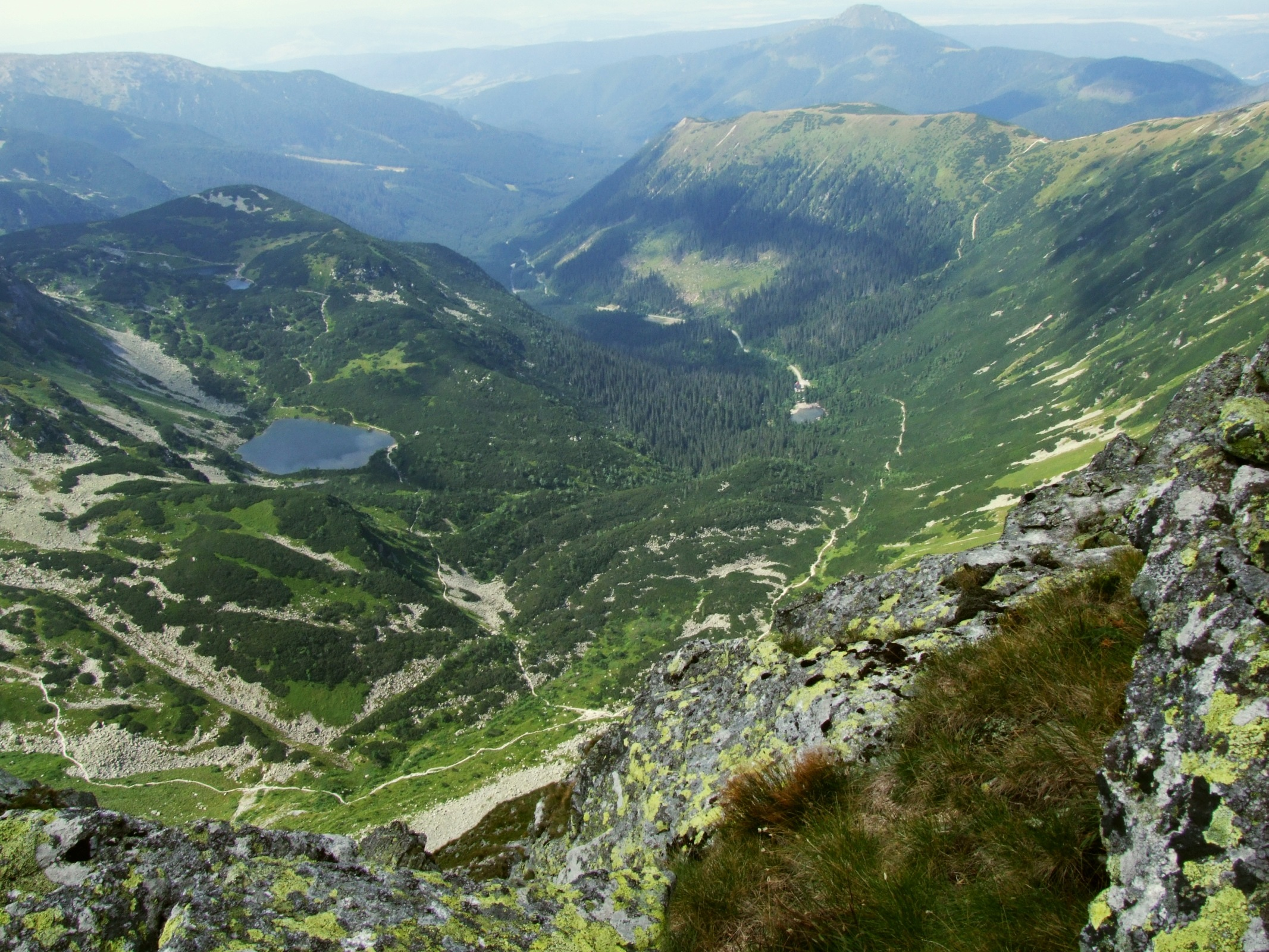
Dolina Rohacka

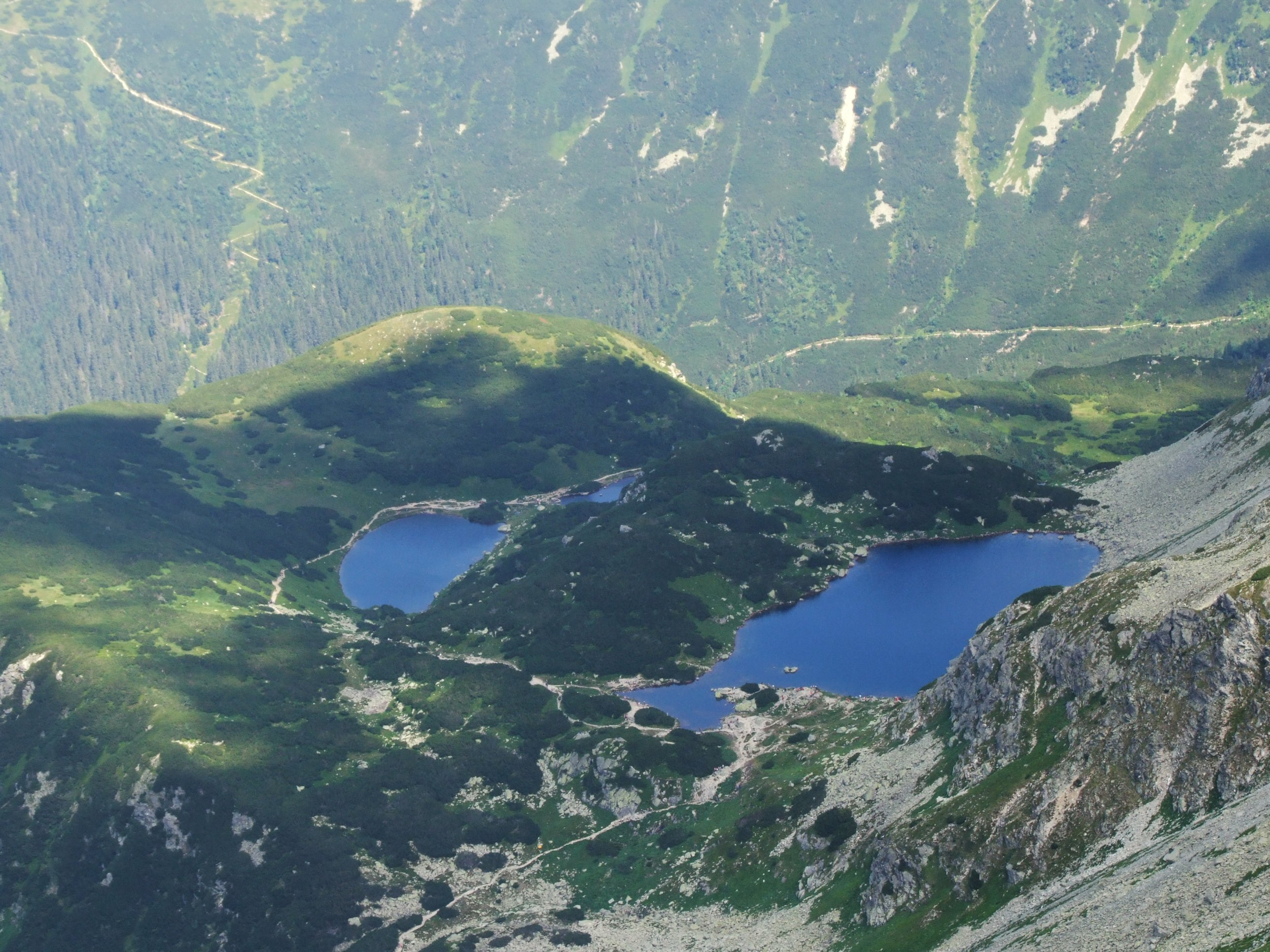
Rohackie Stawy

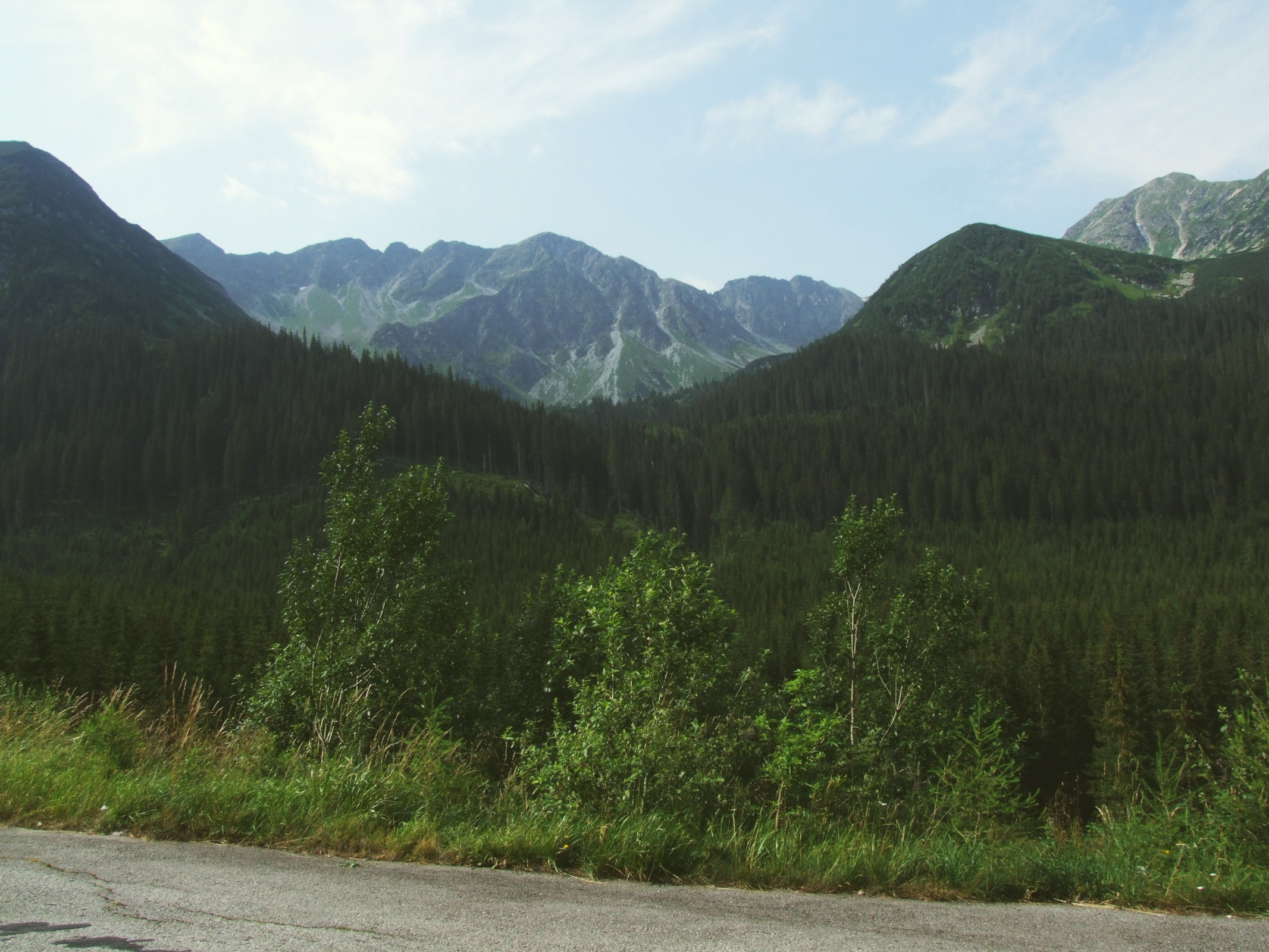
Dolina Spalona

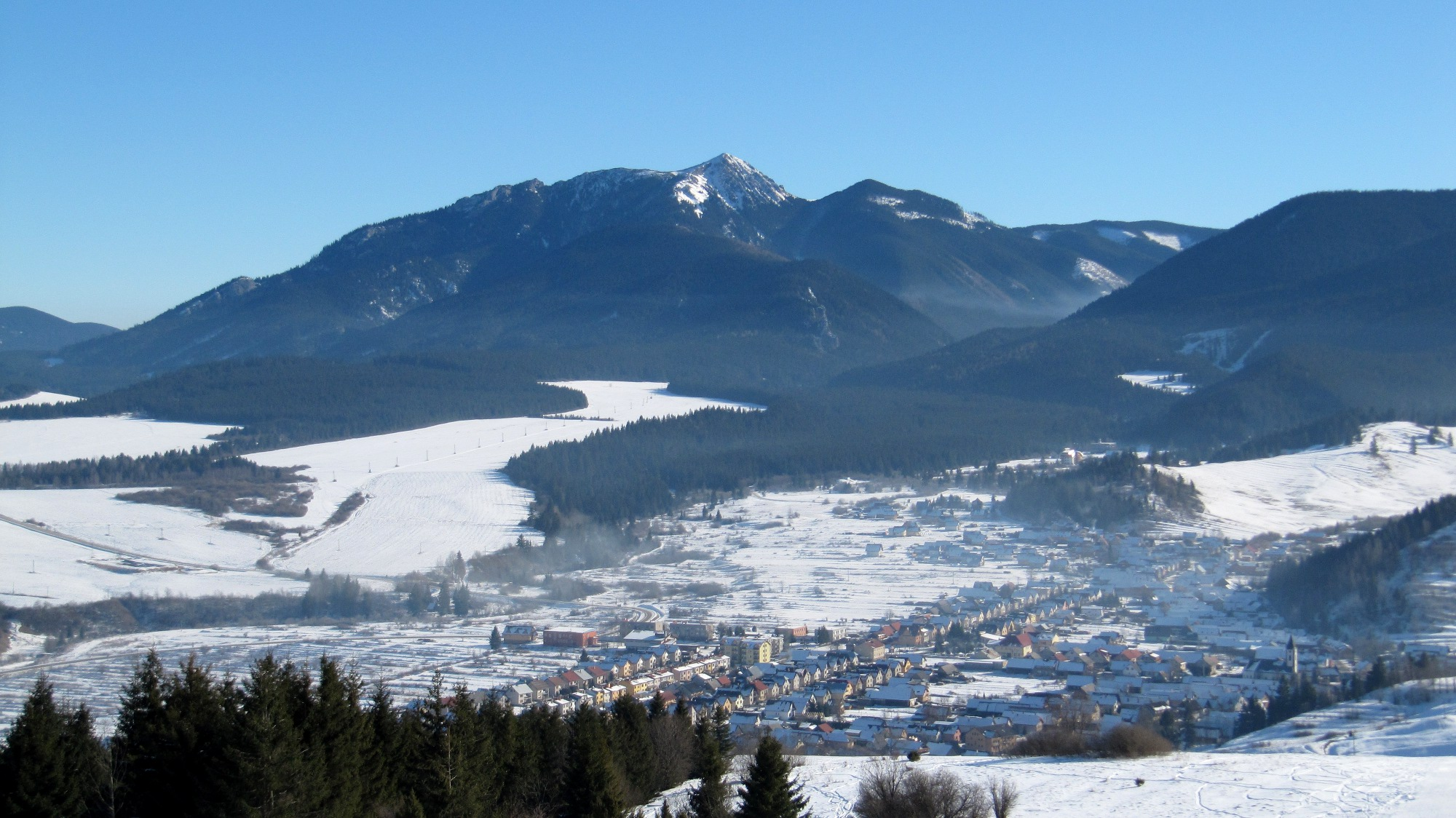
Dolna część Doliny Zuberskiej

Dolina Zuberska (słow. Studená dolina) – dolina walna w słowackiej części Tatr Zachodnich, górna część Doliny Zimnej Wody Orawskiej. Jest jedną z trzech największych tatrzańskich dolin, jedyną doliną walną w dorzeczu Orawy i jedyną tatrzańską doliną walną o przebiegu równoleżnikowym po zachodniej stronie Tatr.

## Topografia
Dolina Zuberska znajduje się na Orawie i ma wylot w Kotlinie Zuberskiej w miejscowości Zuberzec, od której pochodzi nazwa doliny. Od południowej strony ogranicza ją 15-kilometrowej długości odcinek grani głównej Tatr na odcinku od Wołowca przez Rohacze po Białą Skałę, od wschodu północna grań Wołowca na odcinku od Wołowca po Grzesia. Północno-wschodnie obramowanie doliny tworzy grań Grześ – Osobita i zachodni grzbiet Osobitej opadający przez Okolik i Kocie Skały do Maniowej Przehyby. Dalej, już w obrębie Kotliny Zuberskiej, grzbiet ten przechodzi w długi i niski wał Między Bory zakończony wzgórzem Hotar. W kolejności od zachodu na wschód dolina ma następujące odgałęzienia:
- lewe: Dolina Siwa, Dolina Przybyska, Dolina Wolarska, dolina Mącznica, Salatyński Żleb, Dolina Rohacka. Dolina Siwa i Przybyska mają wylot już na Kotlinie Zuberskiej, często nie są więc zaliczane do odnóg Doliny Zuberskiej, lecz uznawane za doliny walne.
- prawe: Ciepły Żleb, Dolina Łatana.

Dolina Łatana i Dolina Rohacka są głównymi i największymi odgałęzieniami Doliny Zuberskiej. Miejsce, w którym doliny te łączą się (Zwierówka), dzieli Dolinę Zuberską na dwie części: górną (powyżej Zwierówki) i dolną (poniżej Zwierówki). Dnem Doliny Zuberskiej spływa duży potok Zimna Woda.

## Opis
Dolina Zuberska charakteryzuje się bogactwem krajobrazów – od alpejskich, polodowcowych okolic Doliny Smutnej i Spalonej przez „bieszczadzkie” krajobrazy Salatynów po wapienne formy Osobitej i Siwego Wierchu. Uzupełnieniem krajobrazu są Rohackie Stawy, ukryte w lesie Rohackie Wodospady, najniżej położone tatrzańskie jezioro – Stawek pod Zwierówką i skalna, eksponowana perć od Jamnickiej Przełęczy po Banikowską Przełęcz, zwana słowacką Orlą Percią. W dolinie zachowały się jeszcze nienaruszone pierwotne lasy. Tadeusz Zwoliński pisał w 1930 r. o Dolinie Rohackiej: „...gęsty las, prawdziwą puszczę dziewiczą”. Również budowa geologiczna doliny jest skomplikowana. Większość stanowią skały krystaliczne, a wśród nich licznie występują granity tworzące typową wysokogórską rzeźbę polodowcową. W górnych partiach położone są kotły lodowcowe z ryglami skalnymi, niżej dostrzec można wały moren bocznych i czołowych. Na obrzeżach doliny (Osobita, Siwy Wierch, Biała Skała) skały osadowe (wapienie i dolomity). Ciekawym zjawiskiem jest znajdujący się powyżej wylotu doliny duży ponor, w którym giną wody potoku Zimna Woda. We wzniesieniu, na którym znajdują się Rohackie Stawy, geomorfolodzy doszukują się fragmentu trzeciorzędowego zrównania przemodelowanego przez lodowiec. Obecnie z większych zwierząt stale żyją tutaj: niedźwiedź, kozice, świstaki tatrzańskie. Z górskich roślin licznie występują m.in. goryczka kropkowana, starzec kraiński, miłosna górska.

## Historia
W przeszłości dolina nosiła różne nazwy: Dolina Studzienicy, Dolina Studziennej Wody. Przez polskich pasterzy jej górna część (obecna Dolina Rohacka) nazywana była Doliną Podbielską, gdyż po drugą połowę XIX w. wypasali na niej pasterze z miejscowości Podbiel. Pasterstwo w tym rejonie ma zresztą bardzo dobrze udokumentowaną historię, sięgającą 1615 r. Dolina Zuberska była też ulubionym miejscem polowań. Dużą rolę odegrała dolina w czasie II wojny światowej – ukrywały się w niej liczące ok. 1000 osób oddziały partyzantów słowackich i radzieckich. U wylotu Doliny Łatanej znajduje się cmentarzyk partyzancki, na którym pochowano 20 partyzantów poległych 9 grudnia 1944 r. w czasie bitwy w Zwierówce, gdzie część z nich (sztab) w schronisku została zaskoczona przez Niemców (w listopadzie 2001 r., zgodnie z jego ostatnią wolą, zostały tam złożone prochy Polaka – Stanisława Majewskiego – który brał czynny udział w bitwie). Na Skrajnym Salatynie znajdował się polowy szpital. W akcji polskiego TOPR w lutym 1945 r. ranni partyzanci i personel zostali z niego przetransportowani przez Łuczniańską Przełęcz do Zakopanego.
Dolina Zuberska przed wojną była turystycznie odwiedzana, głównie przez Polaków. Bywali tu m.in. Marian Smoluchowski, Mariusz Zaruski, Tytus Chałubiński, Mieczysław Karłowicz. W komunistycznej powojennej Czechosłowacji turystyka w tej dolinie stała się powszechna. Powstały plany wielkiej infrastruktury turystyczno-narciarsko-rekreacyjnej. W Zwierówce i Adamculi miały być wybudowane biura turystyczne, sklepy, 2 skocznie narciarskie, poczta, szkoła sportowa, 2 duże kolejki linowe i 8 wyciągów narciarskich, restauracje oraz całe osiedle hotelowo-mieszkalne na 1750 miejsc noclegowych. Na szczęście dla przyrody Tatr zrezygnowano z zatwierdzonych już w 1973 r. planów tej rozbudowy. Zdążono tylko wybudować wyciąg narciarski w Dolinie Salatyńskiej, szosę łączącą Zwierówkę z Bufetem Rohackim (zamknięta dla ruchu samochodowego) i 2 hotele. 1 kwietnia 1987 r. cała dolina włączona została do obszaru TANAP (odpowiednika polskiego Tatrzańskiego Parku Narodowego).

## Baza turystyczna
- baza noclegowa: hotele: Primula, Osobita, pensjonat Šindľovec, schronisko na Zwierówce, kwatery prywatne w Zubercu,
- parkingi samochodowe: przy skansenie, w Zwierówce przy schronisku, oraz dwa w początkowym odcinku drogi przez Dolinę Rohacką,
- wyciąg narciarski: w Skrajnej Salatyńskiej Dolinie,
- gastronomia: restauracja w hotelu Primula, Osobita i Šindľovec, bufet przy parkingu w Dolinie Rohackiej, Bufet Rohacki,
- muzeum: skansen Muzeum Wsi Orawskiej przy drodze z Zuberca do Zwierówki.

## Szlaki turystyczne
– czerwony szlak z Zuberca obok skansenu, a dalej przez Zwierówkę i Dolinę Rohacką do bufetu Rohackiego.
- Czas przejścia z Zuberca do skansenu: 1 h, z powrotem tyle samo
- Czas przejścia ze skansenu do Zwierówki: 1 h, z powrotem tyle samo
- Czas przejścia ze Zwierówki do bufetu: 1:30 h, z powrotem tyle samo

  – ze Zwierówki przez Przełęcz pod Osobitą na Grzesia, a stamtąd z powrotem w dół do szlaku żółtego w Dolinie Łatanej.
- Czas przejścia ze Zwierówki na przełęcz: 2 h, ↓ 1:30 h
- Czas przejścia z przełęczy na Grzesia: 3 h, ↓ 2 h
- Czas przejścia z Grzesia do szlaku żółtego: 30 min, ↑ 1 h

  – żółty szlak łączący dawny szpital partyzancki na zboczach Salatynów ze Zwierówką oraz Doliną Łataną, Zabratową Przełęczą i Rakoniem.
- Czas przejścia od szpitalu do schroniska w Zwierówce: 55 min, ↑ 1:25 h
- Czas przejścia ze schroniska na przełęcz: 2:45 h, ↓ 2:15 h
- Czas przejścia z przełęczy na Rakoń: 30 min, z powrotem tyle samo

  – żółty z Zuberca na Palenicę Jałowiecką. Czas przejścia: 3:15 h, ↓ 2:45 h
  – niebieski ze Zwierówki przez Skrajny Salatyn na Brestową. Czas przejścia: 3 h, ↓ 2 h
  – żółty z Adamculi przez Dolinę Spaloną na Banikowską Przełęcz. Czas przejścia: 3:05 h, ↓ 2:15 h
  – niebieski od bufetu Rohackiego na Smutną Przełęcz. Czas przejścia: 2:10 h, ↓ 1:30 h
  – zielony z Zabratowej Przełęczy koło Bufetu Rohackiego i Rohackich Stawów na Banikowską Przełęcz i Banówkę.
- Czas przejścia z Zabratowej Przełęczy do bufetu: 30 min, ↑ 45 min
- Czas przejścia od bufetu na Banikowską Przełęcz: 3:35 h, ↓ 2:35 h

  – niebieski z Adamculi nad Wyżni Staw Rohacki. Czas przejścia: 1:20 h, ↓ 1 h